# Скок, Николай Алексеевич
Николай Алексеевич Скок (7 апреля 1950 — 4 ноября 2022) — советский и российский военный моряк, контр-адмирал ВМФ Российской Федерации, начальник Санкт-Петербургского военно-морского института в 1998—2002 годах.

## Биография
Родился 7 апреля 1950 года в деревне Байки Пружанского района Брестской области. Окончил в 1972 году Ленинградское высшее военно-морское училище имени М. В. Фрунзе. В своих воспоминаниях писал, что ещё в 8-м классе школы принял решение стать военным моряком. По результатам учёбы и службы получил право выбора флота и выбрал Краснознамённый Северный флот ВМФ СССР, на котором служил с 1972 по 1999 годы.
Службу начинал в составе соединения противолодочных кораблей в качестве командира минно-торпедной боевой части (БЧ-3) сторожевого корабля СКР-103 проекта 159А (командир — капитан 3-го ранга Борис Мельник). В ходе совершаемых выходов основной задачей корабля было обнаружение иностранных подводных лодок. Позже Скок был назначен старшим помощником этого же корабля. Во время несения службы однажды получил внеочередной отпуск, однако, добираясь до дома в сложных зимних погодных условиях, Скок споткнулся упал и сломал ногу, в связи с чем вынужден был добраться обратно на судно.
В ноябре 1977 года Николай Алексеевич Скок стал командиром сторожевого корабля СКР-16 проекта 159А. На тот момент корабль занимал последнее место на Северном флоте по всем показателям, однако благодаря стараниям Скока через год занял второе (призовое) место среди других кораблей флота. В частности, Скок велел перекрасить кубрики и коридоры корабля: до его прихода они были тёмно-синего цвета, за что корабль удостаивался нелестных прозвищ «Чили» и «Хунта» от моряков; после назначения Скок приказал перекрасить кубрики в светло-салатовый цвет, а коридоры и тамбуры — в белый.
В дальнейшем участвовал в испытаниях большого противолодочного корабля «Удалой» и был назначен на должность старшего помощника (первый командир — Геннадий Ревин). В 1983 году Скок был направлен на ВСОК в Ленинграде, которые успешно окончил в том же году, после чего был назначен командиром БПК «Удалой». В ходе службы участвовал в операции по буксировке из Норвежского моря ракетной подлодки, на которой произошёл пожар в одном из отсеков (в операции был задействован экипаж вертолёта под командованием майора Фирова). Во время службы в Средиземном море также принял на борт корабля экипаж дизель-электрической подлодки, находившейся в автономном состоянии на протяжении 11 месяцев.
В 1986 году поступил в Военно-морскую академию, которую окончил с отличием в 1988 году. По окончании академии был назначен начальником штаба бригады БПК Кольской флотилии Краснознамённого Северного флота (бригада базировалась в Североморске). Пост начальника штаба занимал на протяжении 6 лет, совершил ряд морских походов в такие города, как Галифакс, Бостон и Осло. В 1994 году был назначен командиром бригады БПК, в 1996 году — командиром дивизии противолодочных кораблей Кольской флотилии. Служил некоторое время под командованием Игоря Касатонова.
В 1995 году командовал бригадой во время преследования американской субмарины, которая «поднырнула» под флотилию рыболовецких судов, ведших промысел, однако контакт с «американцем» был утерян. В 1997 году участвовал в мероприятиях по ликвидации баллистических ракет тяжёлого ракетного подводного крейсера стратегического назначения проекта 941. В ходе учений гидроакустик сообщил, что в 10 кабельтовых от «Акулы» находилась подводная лодка, которая могла принадлежать ВМС США. После пуска первой серии ракет БПК «Адмирал Харламов» двинулся на противника: неопознанная подлодка отошла, но вскоре вернулась. По мнению Скока, подлодка могла записывать шумы «Акулы» и устанавливать порядок выполнения задач. Скок принял решение произвести стрельбу по району нахождения американский подлодки практическими бомбами из бомбомёта РБУ-6000: после обстрела подлодка скрылась и больше не появлялась.
В том же 1997 году Николаю Алексеевичу было присвоено звание контр-адмирала. В 1998 году он был назначен начальником Санкт-Петербургского военно-морского института, который в 1999 году был преобразован в Морской корпус Петра Великого — Санкт-Петербургский военно-морской институт. Пост занимал до 2002 года. Также был инспектором Министерства обороны Российской Федерации по Западному военному округу.
Николай Алексеевич Скок скончался 4 ноября 2022 года в Санкт-Петербурге после продолжительной болезни. Прощание состоялось 9 ноября в Санкт-Петербургском военно-морском институте, в морском корпусе Петра Великого, отпевание прошло в Николо-Богоявленском Морском соборе. Адмирал был похоронен на Серафимовском кладбище, на участке ветеранов ВМФ.

## Награды
- Орден «За военные заслуги»[1][5]
- Орден «За службу Родине в Вооружённых Силах СССР» III степени[1][5]
- Медаль «В ознаменование 100-летия со дня рождения Владимира Ильича Ленина»[5]
- Медаль «50 лет Вооружённых Сил СССР»[5]
- Медаль «60 лет Вооружённых Сил СССР»[5]
- Медаль «70 лет Вооружённых Сил СССР»[5]
- Медаль «За безупречную службу» I, II и III степеней[5]
- Иные медали[1]